# Freiburger Bucht
Als Freiburger Bucht wird eine Naturräumliche Einheit innerhalb der Haupteinheitengruppe 20–23 Oberrheinisches Tiefland um Freiburg im Breisgau bezeichnet. Im Handbuch der naturräumlichen Gliederung Deutschlands ist sie als naturräumliche Haupteinheit mit der Ordnungsnummer 202 verzeichnet. Unter dem Begriff Freiburger Bucht im engeren Sinne wird sie zudem teilweise als Untereinheit der Breisgauer Bucht betrachtet.

## Umgrenzung und Ausstattung

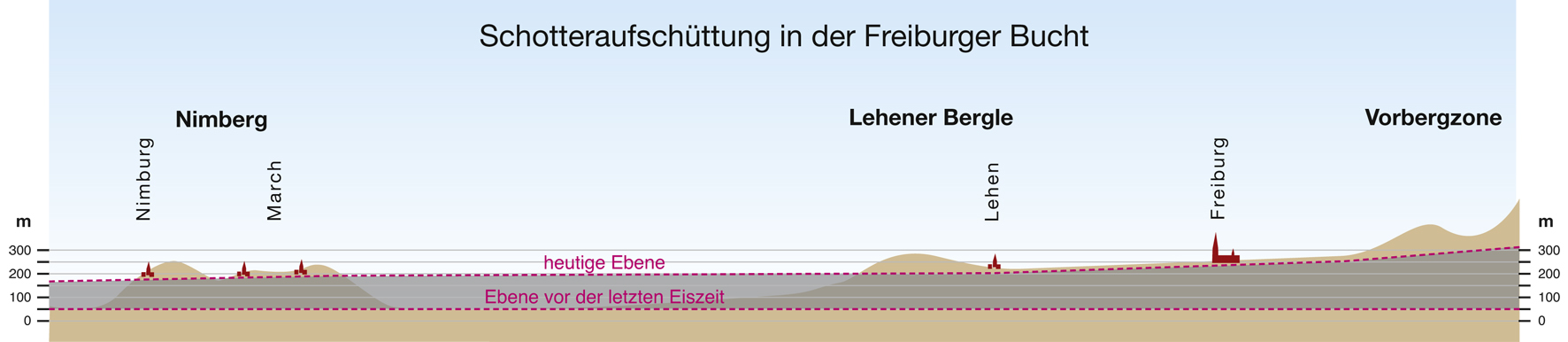
Aufschotterung der Freiburger Bucht

Räumlich wird die Freiburger Bucht von Kaiserstuhl und Tuniberg im Westen, von der Mengener Brücke im Süden, der randlichen Vorbergzone mit Schwarzwald im Osten und Nord-Osten, sowie der Riegeler Pforte im Norden begrenzt.
Die Freiburger Bucht ist zu Großen Teilen mit Schottern aus Schwarzwaldmaterial bedeckt. Der Nimberg mit Marchhügel, das Lehener Bergle, Mauracher Berg bei Denzlingen, der Hunnenbuck und der Blankenberg (Lage) ragen als Gipfel von Vorbergschollen aus dieser Schotterebene heraus. Tektonisch ist die Freiburger Bucht damit im Gegensatz zu den benachbarten naturräumlichen Einheiten 200 (Markgräfler Rheinebene) und 210 (Offenburger Rheinebene) als tiefer gelegenes Bruchfeld der Vorbergzone anzusprechen.
Im Norden öffnet die Riegeler Pforte die Freiburger Bucht und leitet in die Offenburger Rheinebene über. Durch diese Pforte strömen alle Flüsse, die sich vom Schwarzwald her in die Freiburger Bucht ergießen: Dreisam, Glotter und Elz mit ihren vielen Nebenflüssen.
Der Grundwasserstau an den Hügeln der Schwarzwald-Vorbergzone, am Tuniberg und am Kaiserstuhl ließ an den Rändern der Freiburger Bucht große zusammenhängende Waldgebiete entstehen, die vor den großen Flusskorrektionen Mitte des 19. Jahrhunderts wegen des hohen Grundwasserstandes landwirtschaftlich kaum nutzbar waren. Sie werden im Gebiet auch als Mooswälder bezeichnet. Als Waldgesellschaften kommen hier als potentielle natürliche Vegetation vor allem der Sternmieren-Stieleichen-Hainbuchenwald, der Traubenkirschen-Eschenwald und an Standorten mit sehr geringen Abständen zum Grundwasser ein Walzenseggen-Schwarzerlen-Bruchwald vor.
Große, zusammenhängende Waldgebiete sind die Teninger Allmend sowie der Freiburger Mooswald. Teile dieser Wälder wurden nach der Kanalisierung der großen Flüsse (Dreisamkanal, Elz mit Leopoldskanal und Ableitung der Glotter über das Lossele zur Elz) ausgestockt und als Wiesen oder Äcker genutzt. Ein großes zusammenhängendes Waldgebiet war der „Bahlinger Allmendschachen“, der zwischen 1850 und 1860 gerodet und überwiegend in Wiesen überführt wurde (Bürkin 1991).
Soweit die grundwassernahen Standorte nicht mit Wald bedeckt sind, wurden sie bis vor wenigen Jahrzehnten als Grünland, vielfach als Wässerwiesen bewirtschaftet. Ursprüngliche Ackerstandorte finden sich auf den oben genannten Vorbergschollen sowie auf mehr oder weniger ausgedehnten Flächen um Teningen oder im Dreieck Denzlingen-Vörstetten-Gundelfingen, die aus lößbedeckten Niederterrassenschottern bestehen. Heute sind auch die früheren Wiesen vielfach zu Äckern umgebrochen.

## Ortschaften
Städte und Gemeinden deren Gemarkungen ganz oder mit einem größeren Anteil in der Freiburger Bucht liegen (im Uhrzeigersinn beginnend im Norden):
- Riegel am Kaiserstuhl
- Teningen
- Emmendingen
- Denzlingen
- Reute (Breisgau)
- Vörstetten
- Gundelfingen (Breisgau)
- Freiburg im Breisgau
- Schallstadt
- Umkirch
- Gottenheim
- March (Breisgau)
- Bötzingen
- Eichstetten
- Bahlingen am Kaiserstuhl

## Schriften
- G. Endriß: Naturräumliche Gliederung. In: Statistisches Landesamt Bad.-Württ. (Hrsg.): Freiburg im Breisgau. Stadtkreis und Landkreis. Band 1, Freiburg 1965, DNB 456656766, S. 143–147.
- H. Fischer, H.-J. Klink: Die naturräumlichen Einheiten auf Blatt 177 Offenburg. Inst. f. Landeskde, Bad Godesberg 1967, DNB 456722815. (Geographische Landesaufnahme 1: 200 000, Naturräumliche Gliederung Deutschlands)
- R. Groschopf u. a.: Geologische Karte von Freiburg i. Br. und Umgebung. Erläuterungen. Geologische Karte Bad.-Württ. 1:50.000. 1. Auflage. 1977, DNB 780660994. (Erläuterungen zum Blatt Freiburg i. Br. und Umgebung. 3., erg. Auflage. Freiburg 1996, OCLC 312974430.)
- G. Hügin: Die Mooswälder der Freiburger Bucht. (= Beihefte zu den Veröffentlichungen für Naturschutz und Landschaftspflege in Baden-Württemberg. 29). Karlsruhe 1982, ISBN 3-88251-062-5.
- A. Bürkin: Über die Allmende in Bahlingen. In: Volker Watzka (Hrsg.): s Eige zeige. Band 5, Emmendingen 1991, ISBN 3-926556-04-8, S. 119–122.
- E. Villinger: Geologie der Freiburger Bucht. In: H. Körner (Hrsg.): Die Mooswälder – Natur- und Kulturgeschichte der Breisgauer Bucht. Freiburg 2008, ISBN 978-3-935737-55-5, S. 15–42.
- H. Körner (Hrsg.): Die Mooswälder – Natur- und Kulturgeschichte der Breisgauer Bucht. Lavori, Freiburg 2008, ISBN 978-3-935737-55-5